# Good Housekeeping
Good Housekeeping est un mensuel féminin américain appartenant au groupe de presse Hearst Corporation. Le magazine fut fondé le 2 mai 1885 par Clark W. Bryan à Holyoke, dans le Massachusetts.
Il faisait partie de ce qui était appelé dans la presse américaine les Sept Sœurs, groupe de magazines historiques à forte diffusion,  au départ orienté vers la femme au foyer.